# Comtat de Niça
El comtat de Niça, que també s'anomena el País Niçard (en occità: Comtat de Niça, País Niçard; en francès: Comté de Nice, Pays Niçois; en italià: Contea di Nizza, Paese Nizzardo), és una regió històrica d'Occitània, a l'est, a l'entorn de la ciutat de Niça i que s'expandeix entre el mar Mediterrani (costa d'Atzur), el riu Var i la cresta de l'extrem sud dels Alps. A l'inici era una part de l'antic comtat de Provença; després, a partir del 1388 fou una partida del ducat de Savoia (que esdevingué el Regne de Sardenya-Piemont el 1720). Prengué el nom de comtat de Niça en una data indeterminada després de la incorporació a Savoia. Fou integrat a França el 1860. Des de llavors, forma el districte francès de Niça, que és la major part del departament dels Alps Marítims; amb tot, es guarda el nom de comtat de Niça per designar aquesta regió cultural i històrica, ja que la seva personalitat és molt forta.
La seva capital és la ciutat de Niça.
El gentilici és niçard, -a.

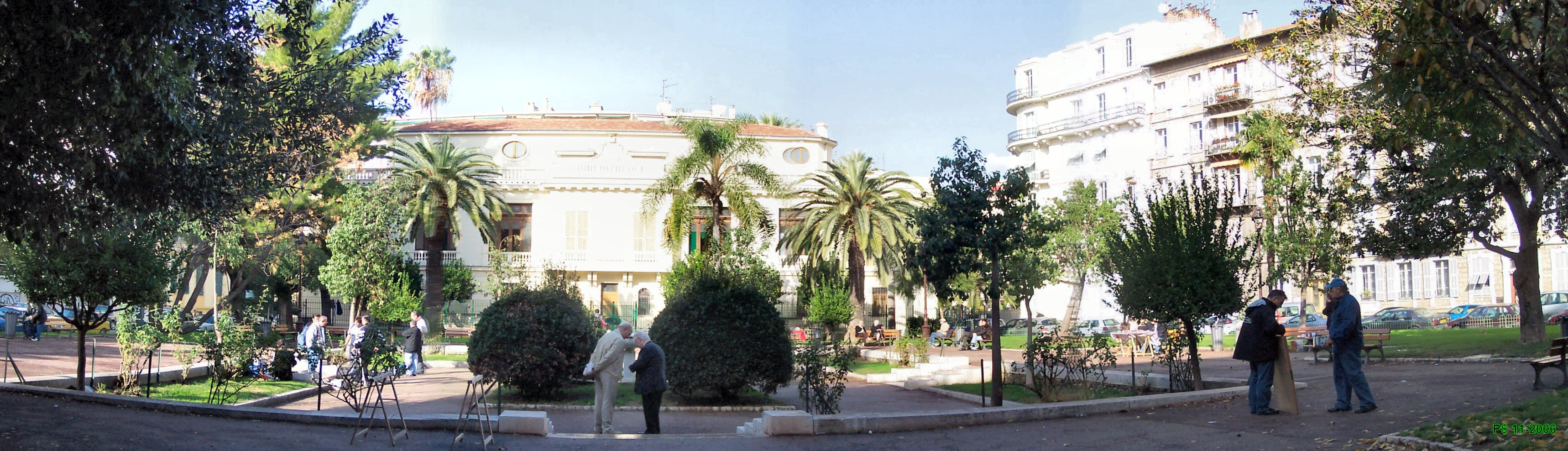
El jardí Foncet a Niça

La seva població és de 506.694 habitants (1999).
Històricament, el Principat de Mònaco és enclavat dins el comtat de Niça, però no en forma part. La ciutat de Menton, amb el País mentonasc, formaven part del Principat de Mònaco (fins al 1861, quan foren incorporats a França).

## Galeria

La bandera del comtat de Niça
El blasó del comtat de Niça
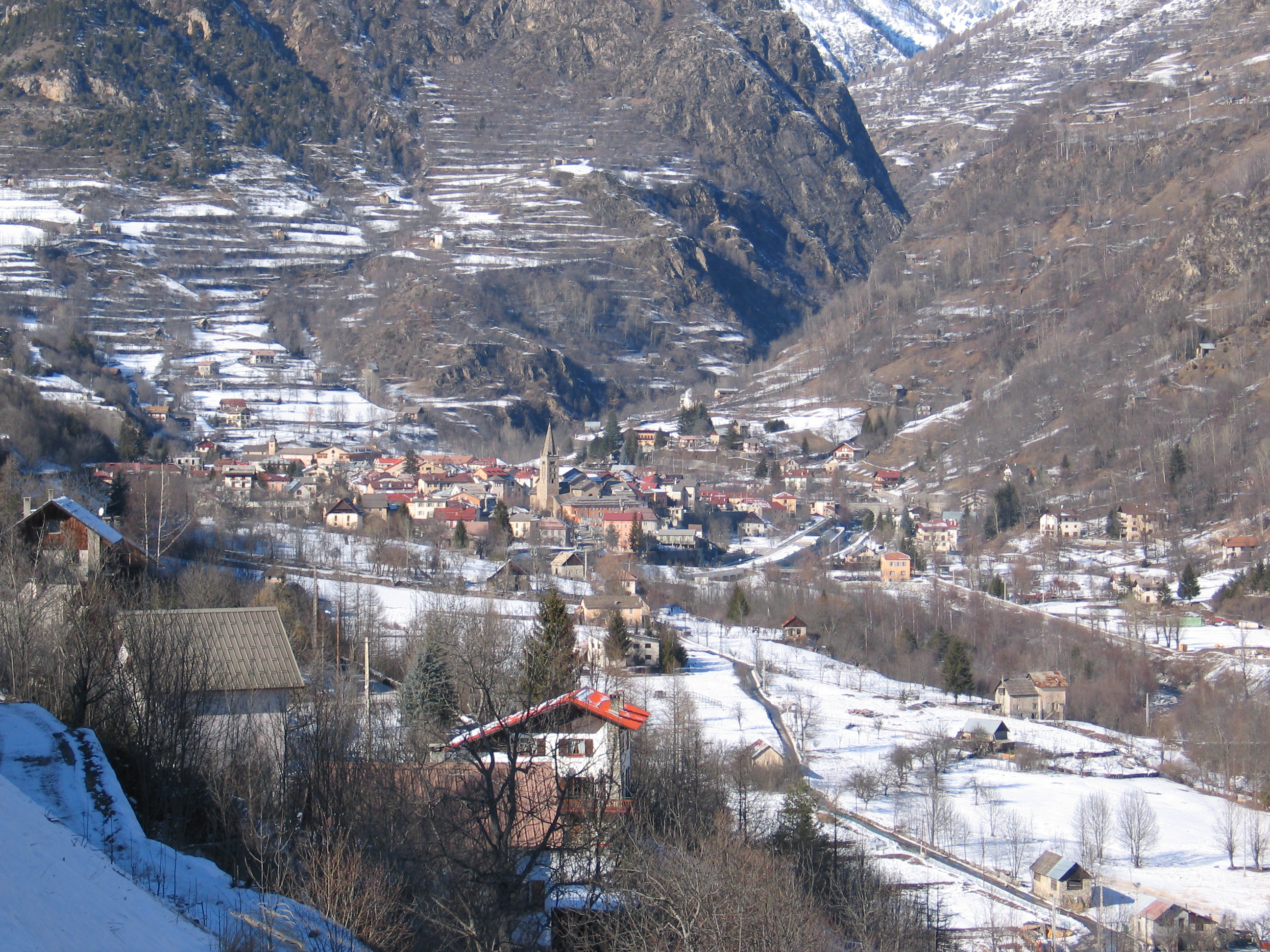
El vilatge de Saint-Étienne-de-Tinée, als Alps Occitans (Gavotina i comtat de Niça)
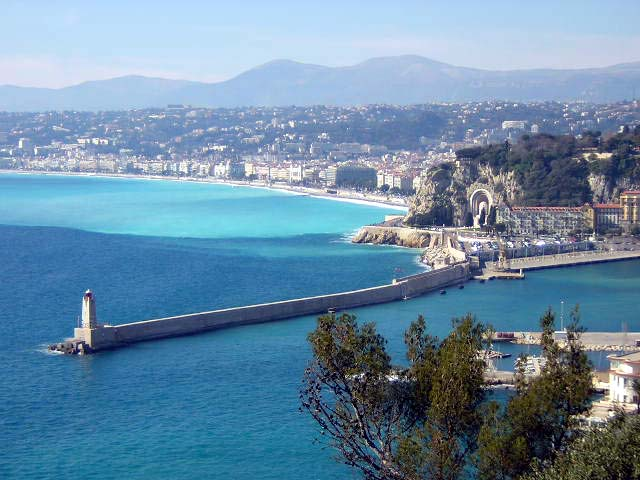
El port de Niça
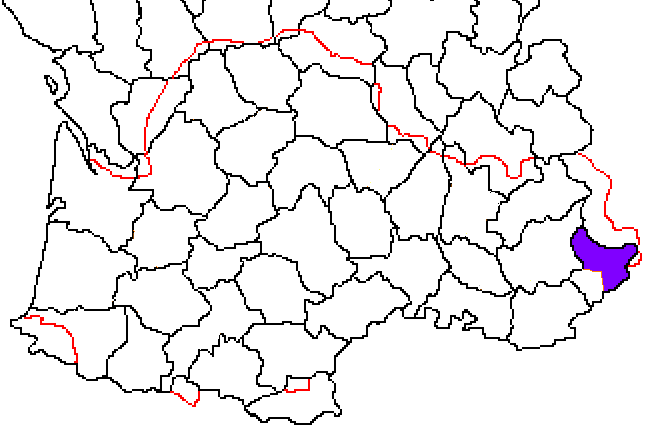
Un mapa del comtat de Niça (en blau) dins els límits d'Occitània
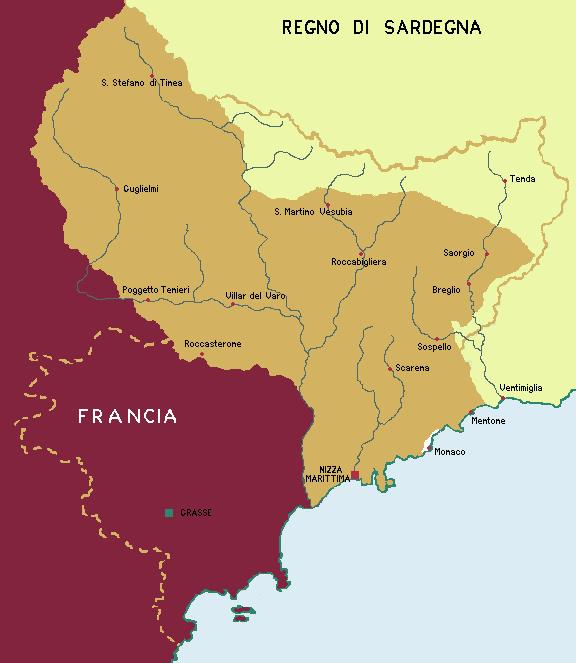
Un mapa del comtat de Niça (en taronja) (en italià)